# Zbrzyca (rzeka)
Zbrzyca (kaszub. Zbrzëca) – rzeka w północnej Polsce, lewy dopływ Brdy. 

## Przebieg

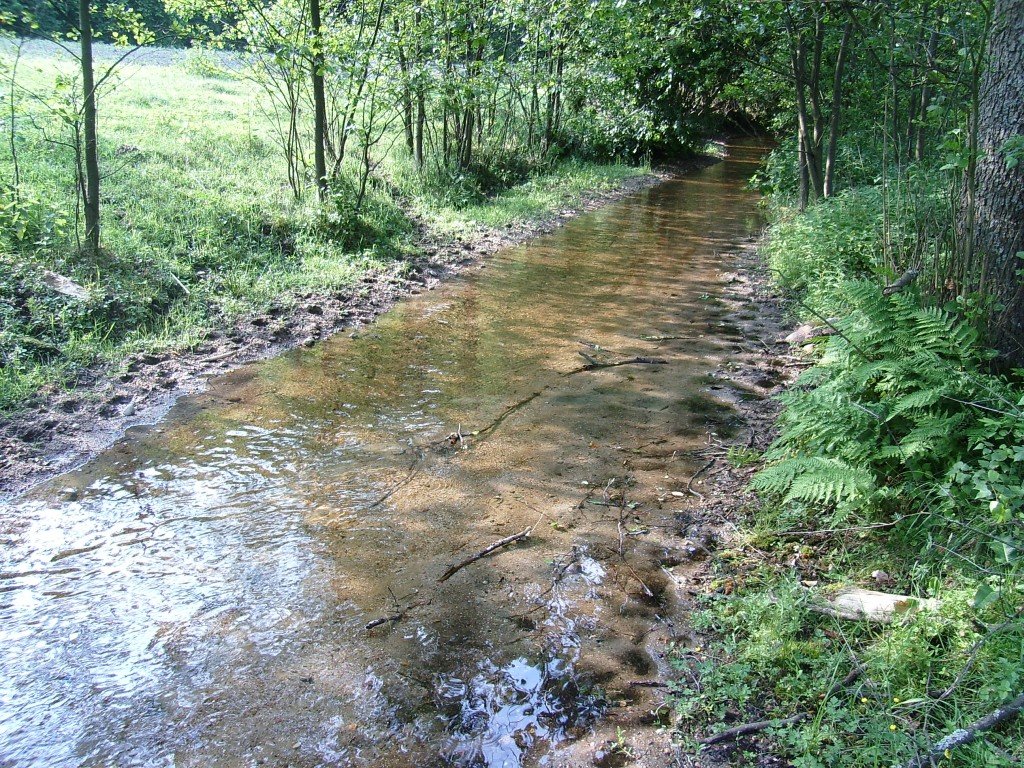
Zbrzyca nieopodal osady Dywan

Płynie przez Równinę Charzykowską w województwie pomorskim, przez tereny leśne Zaborskiego Parku Krajobrazowego. Długość rzeki wynosi według różnych źródeł od 46,2 km przez 46,8 km do 48,77 km, powierzchnia zlewni rzeki wynosi od 448,28km² przez 448,3 km² do około 450,4 km². Wypływa z jeziora Duży Zbełk w okolicach miejscowości Dziemiany. Płynie przez jeziora: Wielkie Sarnowicze, Dywańskie, Somińskie, Kruszyńskie, Parzyńskie, Milachowo, Laska, Księże, Długie, Parszczenica i Śluza. Uchodzi do jeziora Witoczno, w którym łączy się z Brdą. Średni roczny przepływ przy ujściu wynosi 4,74 m³/s.
Jest to rzeka w zasadzie nizinna, a jedynie jej środkowy bieg (od młyna Parzyn do jeziora Milachowo) ma miejscami charakter górski i jest zaliczana do krainy ryb łososiowatych. Prawie na całej swojej długości przepływa przez tereny leśne. Nurt Zbrzycy jest szybki, a dno pokryte piaskiem lub żwirem, z zalegającymi głazami i drzewami.
W rzece występują szczupaki (w partiach przyjeziornych), okonie, klenie, miętusy oraz pstrągi, choć te ostatnie są rzadkie z uwagi na kłusownictwo i małą ilość zarybień. Nad rzeką znajdują się stanice wodne.

## Dopływy
Główne dopływy:
- lewostronne: Młosina (Mlusino)
- prawostronne: Kulawa, Kłonecznica, Boryń

## Miejscowości
Ważniejsze miejscowości położone nad Zbrzycą:
- Sominy
- Kaszuba
- Rolbik
- Widno